# Bernhard Peters (Politikwissenschaftler)
Bernhard Peters (* 27. November 1949 in Bensberg; † 23. Juni 2005 in Amsterdam) war ein deutscher Sozialwissenschaftler und Professor am Institut für Interkulturelle und Internationale Studien (InIIS) an der Universität Bremen.

## Leben
Bernhard Peters hatte in den 1970er Jahren führende Funktionen im Kommunistischen Bund Westdeutschland (KBW) inne. Vom Herbst 1980 bis zum Frühjahr 1982 war er verantwortlicher Redakteur des Parteiorgans Kommunistische Volkszeitung (KVZ). In der Neuorientierungsphase des KBW nach seiner Spaltung im September 1980 entwickelte er sich zum politischen Gegenspieler von Joscha Schmierer. Als er sich mit seinen Vorstellungen nicht durchsetzen konnte, trat er im Frühjahr 1982 enttäuscht aus dem KBW aus.
Nach seinem Parteiaustritt nahm er sein unterbrochenes Philosophiestudium an der Universität Frankfurt am Main wieder auf, das er 1991 mit der Promotion abschloss. Nach seiner Habilitation in Soziologie lehrte er seit November 1993 Politische Theorie und Ideengeschichte an der Universität Bremen. Zusammen mit Dieter Senghaas und Michael Zürn gründete er dort das Institut für Interkulturelle und Internationale Studien.

## Schriften
- Rationalität, Recht und Gesellschaft. Suhrkamp, Frankfurt am Main 1991, ISBN 3-518-58079-5.
- Die Integration moderner Gesellschaften. Suhrkamp, Frankfurt am Main 1993, ISBN 3-518-58140-6.
- Der Sinn von Öffentlichkeit. Hrsg. Hartmut Weßler. Mit einem Vorwort von Jürgen Habermas. Suhrkamp, Frankfurt am Main 2007, ISBN 978-3-518-29436-9.